# 617 (numero)
Seicentodiciassette (617) è il numero naturale dopo il 616 e prima del 618.

## Proprietà matematiche
- È un numero dispari.
- È un numero difettivo.
- È un numero primo.
  - È un numero primo troncabile a sinistra.
  - È un numero primo di Eisenstein.
- È pari alla somma di 5 numeri primi consecutivi (109+113+127+131+137).
- È un numero palindromo nel sistema di numerazione posizionale a base 15 (2B2) e a base 22 (161).
- È un numero felice.
- È parte delle terne pitagoriche (105, 608, 617), (617, 190344, 190345).

## Astronomia
- 617 Patroclus è un asteroide della fascia principale del sistema solare.
- NGC 617 è un galassia della costellazione della Balena.

## Astronautica
- Cosmos 617 è un satellite artificiale russo.